# Stijn Keller
Stijn Keller (10 april 2000) is een Nederlands-Zwitsers voetballer die als doelman speelt. Als laatste club speelde hij bij Almere City FC.

## Clubcarrière
Keller begon met voetballen bij de amateurvereniging HSV De Zuidvogels in Huizen. Op twaalfjarige leeftijd werd hij gescout door Almere City FC, waar hij vervolgens de hele jeugdopleiding doorliep. In de seizoenen 2018/19 en 2019/20 speelde hij met Jong Almere City FC respectievelijk in de Tweede divisie zaterdag en Derde divisie zaterdag. In november 2019 tekende hij zijn eerste profcontract. Hij maakte zijn debuut in de Eerste divisie op 26 augustus 2022 in de met 2-0 gewonnen wedstrijd tegen FC Den Bosch. Hiermee werd hij voor Almere City FC de eerste doelman die vanuit de eigen jeugdopleiding tot een debuut in het eerste elftal kwam, en bovendien de eerste doelman die bij zijn debuut de nul hield. In maart 2025 liet hij zijn contract bij Almere City FC ontbinden.

## Clubstatistieken

#### Beloften
| Seizoen         | Club                | Land               | Competitie              | Competitie | Competitie | Overig | Overig | Totaal | Totaal |
| Seizoen         | Club                | Land               | Competitie              | Wed.       | Dlp.       | Wed.   | Dlp.   | Wed.   | Dlp.   |
| --------------- | ------------------- | ------------------ | ----------------------- | ---------- | ---------- | ------ | ------ | ------ | ------ |
| 2018/19         | Jong Almere City FC | Vlag van Nederland | Tweede divisie zaterdag | 4          | 0          | –      | –      | 4      | 0      |
| 2019/20         | Jong Almere City FC | Vlag van Nederland | Derde divisie zaterdag  | 21         | 0          | –      | –      | 21     | 0      |
| 2023/24         | Jong Almere City FC | Vlag van Nederland | Tweede divisie zaterdag | 15         | 0          | –      | –      | 15     | 0      |
| 2024/25         | Jong Almere City FC | Vlag van Nederland | Tweede divisie zaterdag | 1          | 0          | –      | –      | 1      | 0      |
| Totaal beloften | Totaal beloften     | Totaal beloften    | Totaal beloften         | 41         | 0          | 0      | 0      | 40     | 0      |

Bijgewerkt op 4 juli 2025.

#### Senioren
| Seizoen | Club           | Land               | Competitie     | Competitie | Competitie | Beker | Beker | Overig | Overig | Totaal | Totaal |
| Seizoen | Club           | Land               | Competitie     | Wed.       | Dlp.       | Wed.  | Dlp.  | Wed.   | Dlp.   | Wed.   | Dlp.   |
| ------- | -------------- | ------------------ | -------------- | ---------- | ---------- | ----- | ----- | ------ | ------ | ------ | ------ |
| 2022/23 | Almere City FC | Vlag van Nederland | Eerste divisie | 2          | 0          | 0     | 0     | 0      | 0      | 2      | 0      |
| 2023/24 | Almere City FC | Vlag van Nederland | Eredivisie     | 0          | 0          | 0     | 0     | 0      | 0      | 0      | 0      |
| 2024/25 | Almere City FC | Vlag van Nederland | Eredivisie     | 0          | 0          | 0     | 0     | 0      | 0      | 0      | 0      |
| Totaal  | Totaal         | Totaal             | Totaal         | 2          | 0          | 0     | 0     | 0      | 0      | 2      | 0      |

Bijgewerkt op 4 juli 2025.

## Interlandcarrière
Keller speelde voor Zwitserland onder 20 en maakt deel uit van Zwitserland onder 21 (Jong Zwitserland). Met Zwitserland onder 20 maakte hij zijn debuut op 18 november 2019 tegen Italië onder 20. Met Jong Zwitserland maakte hij voor de kwalificatie voor het EK Onder 21 van 2023 drie keer deel uit van de wedstrijdselectie, zonder speelminuten. Op 22 september 2022 maakte hij zijn debuut voor Jong Zwitserland in de met 2-1 gewonnen oefenwedstrijd tegen Japan onder 21.